# Мочићи (Конавле)
Мочићи су насељено место у саставу општине Конавле, Дубровачко-неретванска жупанија, Република Хрватска.

## Историја
До територијалне реорганизације у Хрватској налазили су се у саставу старе општине Дубровник.

## Становништво
На попису становништва 2011. године, Мочићи су имали 447 становника.
| Број становника по пописима | Број становника по пописима | Број становника по пописима | Број становника по пописима | Број становника по пописима | Број становника по пописима | Број становника по пописима | Број становника по пописима | Број становника по пописима | Број становника по пописима | Број становника по пописима | Број становника по пописима | Број становника по пописима | Број становника по пописима | Број становника по пописима | Број становника по пописима |
| --------------------------- | --------------------------- | --------------------------- | --------------------------- | --------------------------- | --------------------------- | --------------------------- | --------------------------- | --------------------------- | --------------------------- | --------------------------- | --------------------------- | --------------------------- | --------------------------- | --------------------------- | --------------------------- |
| 1857                        | 1869                        | 1880                        | 1890                        | 1900                        | 1910                        | 1921                        | 1931                        | 1948                        | 1953                        | 1961                        | 1971                        | 1981                        | 1991                        | 2001                        | 2011                        |
| 449                         | 419                         | 418                         | 445                         | 431                         | 426                         | 375                         | 380                         | 330                         | 331                         | 426                         | 368                         | 382                         | 367                         | 381                         | 447                         |

Напомена: После пописа 1971. смањено за део подручја који чини део новог насеља Звековица. У 1971. део података садржан у насељу Звековица.

### Попис1991.
На попису становништва 1991. године, насељено место Мочићи је имало 367 становника, следећег националног састава:
| Попис 1991.‍ | Попис 1991.‍ | Попис 1991.‍ | Попис 1991.‍ | Попис 1991.‍ |
| ----------- | ----------- | ----------- | ----------- | ----------- |
|             |             |             |             |             |
| Хрвати      | Хрвати      |             | 360         | 98,09%      |
| Муслимани   | Муслимани   |             | 5           | 1,36%       |
| Југословени | Југословени |             | 1           | 0,27%       |
| Црногорци   | Црногорци   |             | 1           | 0,27%       |
| укупно: 367 |             |             |             |             |